# Інтісар
Інтісар – гігантське нафтогазове родовище (група родовищ) у Лівії.

## Загальна інформація
У 1967 році американська Occidental Petroleum Corporation виявила родовище Ідріс, що в подальшому було перейменоване на Інтісар А (на момент відкриття Лівією правив король Ідріс I, тоді як слово «інтісар» перекладається з арабської як «перемога, тріумф»). В подальшому виявили ще вісім схожих структур (B, C, D, E, H, L, N, T), з яких не менше шести виявились насиченими вуглеводнями.
Поклади нафти пов’язані з формацією Аппер-Сабіл, що відноситься до танетського ярусу (палеоцен). Колектори – карбонатні структури рифового походження, розміри яких можуть досягати 5 кілометрів у діаметрів. На родовищі  Інтісар D також виявлений менший нафтовий поклад у розташованій вище вапняковій формації Ель-Гіза (еоцен). Нафтоматеринськими породами виступають сланці формації Сірт (верхня крейда). 
Поклади вуглеводнів залягають на глибинах від 1,46 до 2,99 кілометра. Пористість нафтонасичених структур коливається від 4% до 35% з середнім показником на рівні 22%.
Видобувні запаси групи родовищ оцінили у 3,2 млрд барелів нафти ( з них 1,8 млрд на Інтісар D і 0,75 млрд на Інтісар А) та 46 млрд м3 газу.

## Розробка
Вже у 1968 році ввели в експлуатацію родовища Інтісар А та Інтісар D, а в 1970-му запустили Інтісар С (всього ж на кінець 2000-х в розробку встигли ввести сім структур группи). Видачу нафти організували по трубопроводу Інтісар – Зувайтіна.
Доволі швидко Інтісар стало забезпечувати більше половини лівійського видобутку Occidental Petroleum, який на той час становив біля 800 тисяч барелів на добу. Втім, після революції 1969 року влада Лівії прийняла рішення про скорочення виробництва в межах політики групи нафтовидобувних країн щодо створення дефіциту на світовому ринку, який би призвів до зростання цін. Як наслідок, вже улітку 1970-го загальний видобуток Occidental Petroleum в Лівії скоротився до 440 тисяч барелів на добу (також можливо відзначити, що в 1974-му лівійський уряд відібрав собі 50% участі в концесії, а в 1986-му Occidental Petroleum покинула Лівію через санкції проти цієї країни).
Для підтримки пластового тиску використали два методи – закачування води в основу масивного покладу та нагнітання попутного газу в газову шапку. За розрахунками, це мало дозволити досягнути надзвичайно високого рівня вилучення геологічних запасів – до 75% – 80%, причому такі очікування не були завищеними, так, з Інтісар D в підсумку вдалось вилучити 70%.
Нагнітання попутного газу використовували на родовищах Інтісар D та Інтісар E, при цьому спершу він проходив через газопереробний завод Інтісар, де відбирались гомологи метану (фракція С3+, тобто окрім етану). На додачу до ресурсу з самої групи Інтісар також використовували попутний газ, постачений з інших нафтових родовищ регіону по газопровідній системі Бу-Аттіфель/Фарег/Джахіра – Інтісар. Станом на 1972 рік встановлене компресорне обладнання дозволяло нагнітати біля 20 млн м3 газу на добу. Точні обсяги закачаного у підсумку ресурсу невідомі, проте вони оцінюються як вельми значні – від 30 до 110 млрд м3.
На кінець 2000-х залишкові видобувні запаси оцінювались у 1 млрд барелів нафти та 14 млрд м3 газу (не рахуючи закачаних назад у пласт обсягів), при цьому поточний видобуток становив 75 тисяч барелів нафти та біля 1 млн м3 газу на добу.
Станом на середину 2000-х розробка Інтісар D дійшла до стадії спрацювання газової шапки. Видачу газу організували по трубопроводах Інтісар – Сахл та Інтісар – Зувайтіна. В подальшому до них мав додатись Інтісар – Серір.